# Zbory Boże na Wybrzeżu Kości Słoniowej
Zbory Boże na Wybrzeżu Kości Słoniowej (ang. Assemblies of God in Ivory Coast) – chrześcijański wolny kościół protestancki o charakterze ewangelikalnym nurtu zielonoświątkowego działający na Wybrzeżu Kości Słoniowej, wchodzący w skład Światowej Wspólnoty Zborów Bożych. Zbory Boże na Wybrzeżu Kości Słoniowej liczą ponad 1 milion wiernych zrzeszonych w 800 zborach, co czyni je największym wyznaniem protestanckim w kraju.
Kościół został zapoczątkowany przez misję Zborów Bożych we Francji (od 1958 roku) i Zborów Bożych USA (od 1962 roku). Kościół obchodził swoją pięćdziesiątą rocznicę 13-16 sierpnia 2009 roku. Zbory Boże na Wybrzeżu Kości Słoniowej prowadzą dwie szkoły: teologiczną i duszpasterską, w których uczestniczy ok. 100 studentów. Zbory Boże na Wybrzeżu Kości Słoniowej wysłały 12 misjonarzy do takich krajów jak: Francja, Stany Zjednoczone, Anglia, Włochy, Gwinea, Niger i Senegal.